# Patrick Geddes

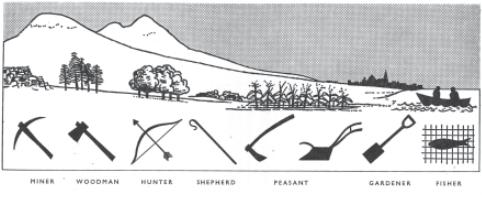

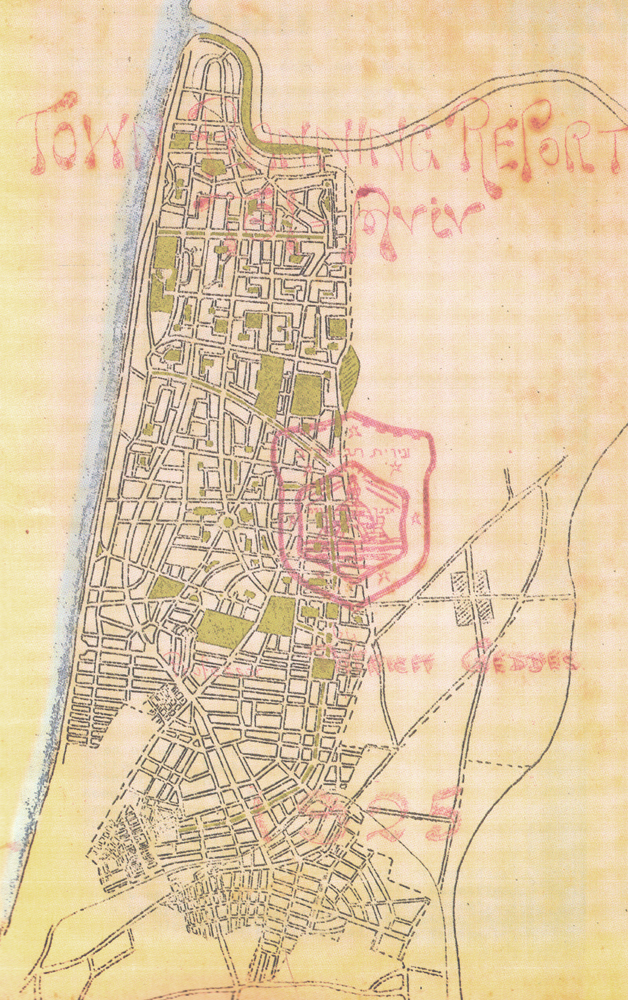
El primer plan maestro diseñado por Patrick Geddes de Tel Aviv, 1925

Patrick Geddes (Ballater, Aberdeenshire, 2 de octubre de 1854 — Montpellier, Francia 17 de abril de 1932) fue un sociólogo, polímata, biólogo y botánico escocés conocido también por ser un pensador innovador en los campos de la planificación urbanística y la educación. Fue el responsable de la introducción del concepto de «región» en la arquitectura y por acuñar el término conurbación.
Geddes compartía con John Ruskin la creencia de que el progreso social y la forma espacial están relacionados. Por tanto, al cambiar la forma espacial se podía cambiar la estructura social. Esto fue especialmente importante a finales del siglo XIX y principios del XX, cuando la industrialización alteró gravemente las condiciones de vida.
Geddes demostró su teoría en su trabajo en el «Old Town» de Edimburgo. Allí, en la zona más deteriorada, empleó asociaciones con pensadores relevantes que vivieron allí durante los siglos XVIII y XIX, como Adam Smith, para abrir residencias. En esta zona emplazó su famosa Torre Outlook, un museo de la historia local, regional, de Escocia y del mundo.
Colaboró con su yerno e importante arquitecto, Frank Mears en proyectos en Oriente Medio, donde en 1919 Geddes ofreció asistencia sobre el desarrollo urbano de Jerusalén y creó el plan maestro para la urbanización de Tel Aviv de 1925. Fue el fundador del College Des Ecossais, un establecimiento internacional de enseñanza situado en Montpellier, Francia.
Geddes ejerció una fuerte influencia sobre el teórico del urbanismo estadounidense Lewis Mumford, así como de muchos otros pensadores del siglo XX.

## Biografía
Patrick Geddes, nacido en Ballater, Aberdeenshire, Escocia. Fue hijo de Janet Stevenson y Alexander Geddes. Estudió durante sus primeros años en la Academia Perth de Escocia.
Posteriormente, estudió en el Royal College of Mines, en Londres, bajo la dirección de Thomas Henry Huxley, entre 1874 y 1877, aunque nunca obtuvo ningún título. Durante los años de 1877 y 1878, fungió como demostrador en el Departamento de Fisiología del University College de Londres, donde conoció a Charles Darwin en el laboratorio de Sir John Burdon-Sanderson. También impartió clases de Zoología en la Universidad de Edimburgo de 1880 a 1888.
Contrajo matrimonio con Anna Morton (1857-1917), hija de un comerciante rico, en 1886, cuando tenía 32 años. Con ella tuvo tres hijos: Norah, Alasdair y Arthur. Durante una visita a la India en 1917, Anna enfermó de fiebres tifoideas y murió, sin saber que su hijo, Alasdair, había muerto en combate en Francia.

## Algunas publicaciones
- The Evolution of Sex. 1889. con J.A. Thomson, W. Scott, London

- City Development, A Report to the Carnegie Dunfermline Trust. 1904. Rutgers University Press

- Cities in Evolution. 1915. Williams & Norgate

- The life and work of Sir Jagadis C. Bose. 1920. Longmans London

- Biology. 1925. con Thomson, Williams & Norgate

- La abreviatura «Geddes» se emplea para indicar a Patrick Geddes como autoridad en la descripción y clasificación científica de los vegetales.[5]